# Спинола, Филипп-Ипполит-Шарль
Филипп-Ипполит-Шарль Спинола (фр. Philippe-Hippolyte-Charles Spinola; ок. 1612 — 14 января 1670, Брюссель), граф де Брюэ, гранд Испании — военный и государственный деятель Испанских Нидерландов.

## Биография
Младший сын Бертена-Удара Спинолы, 2-го графа де Брюэ (Бруэ), барона д'Андр, и Клер де Линь д'Аренберг, внук Гастона Спинолы.
Граф де Брюэ, барон д'Андр, владетель Кауница в Богемии, затем сеньор де Калонн-сюр-ла-Лис и Ла-Вьевиль (получил эти сеньории в обмен на Кауниц 2 мая 1667, по договору с графом Суисом).
Поступил на службу в 15 лет простым солдатом, следуя бельгийскому обычаю, в льежский валлонский пехотный терсио своего родственника Альбера де Линя, князя Барбансона. Получил под командование одну из рот этого терсио, возглавлял ее в течение двух лет, затем был назначен генеральным комиссаром кавалерии Нидерландов, в каковой должности оставался девять лет. После этого стал кампмейстером валлонского пехотного терсио своего имени, и наследовал отцу как капитан одной из пяти пехотных рот, именовавшихся ординарными ротами Карла V, титулярные командиры которых выбирались среди представителей знатнейших нидерландских фамилий, и которую члены дома графов де Брюэ возглавляли на протяжении всего XVII века, до включения рот в полк ван дер Грахта, созданный 18 декабря 1701.
В 1652 году произведен в генерал-сержанты, 29 июня 1655 назначен губернатором Лилля, Дуэ и Орши, став последним испанским правителем этой провинции. 30 августа прибыл в Лилль, где принес присягу.
В ходе Деволюционной войны руководил обороной Лилля, который был вынужден сдать Людовику XIV после 25 дней осады (2—27 августа 1667), не получив своевременной помощи. По мнению историков Нового времени, не проявил должной энергии при организации отпора французам, что отчасти объясняется малочисленностью и невысокими боевыми качествами гарнизона, состоявшего всего из 400 человек регулярных войск и городского ополчения, не имевшего военного опыта.
Современники оценивали действия графа де Брюэ более благоприятно, так как по условиям капитуляции гарнизон покинул крепость с воинскими почестями, сохранив оружие, четыре пушки и свое имущество, а штатгальтер Нидерландов, встретивший де Брюэ в Брюсселе 4 сентября, позднее передал ему цепь ордена Золотого руна, пожалованную королевой-регентшей Марией Анной Австрийской от имени Карла II в период осады Лилля.
Людовик XIV, принимая сдачу Лилля, милостиво ответил на приветствие графа де Брюэ: «Месье, я огорчен вашим несчастьем, так как вы галантный человек, исполнивший свой долг на службе своему господину, и я вас за это высоко ценю».
Шарль Спинола умер в отставке после недолгой болезни, и был погребен сначала в церкви монастыря кармелитов в Брюсселе, временно, до перенесения останков в Лилль, «в случае, если тот вернется под власть Испании». Окончательно граф был погребен в брюссельской церкви Нотр-Дам-де-ла-Шапель, где его вдова поставила надгробный памятник.
Сохранился портрет графа де Брюэ, гравированный Ж. Ланфаном с картины Поншеля, и датированный 1663 годом.

## Семья
Жена (2.04.1646): Франсуаза Конрадина де Гавр, дама де Риксенсарт, дочь Пьера Эрнеста де Гавра, графа де Фрезен, и Элизабет-Катрин де Ламарк
Сын:
- Филипп-Шарль-Фредерик Спинола (ок. 1650—18.10.1709), граф де Брюэ. Жена 1): Изабель де Монморанси (ум. 09.1671), дочь Эжена де Монморанси, принца де Робека, и Маргариты-Александрины д'Аренберг; 2): Альбертина Изабелла фон Зальм (ум. 29.01.1715), дочь вильд- и рейнграфа в Нёвиле Карла Флорентина фон Зальма и Мари-Габриели де Лален, графини ван Хогстратен